# Plon (płaskorzeźba)
Plon – płaskorzeźba znajdująca się na jednym z budynków na skrzyżowaniu ulicy Katowickiej z ulicą Zwycięzców na Saskiej Kępie w Warszawie. Została wykonana w ramach zmian wprowadzanych przez Biuro Odbudowy Stolicy po II wojnie światowej. Autorem płaskorzeźby jest Jerzy Jarnuszkiewicz. W roku 2011 dzieło zostało wpisane do rejestru zabytków, a następnie odrestaurowane.

## Okoliczności powstania
Powstanie i lokalizacja Plonu związane są ściśle z inicjatywą Biura Odbudowy Stolicy, które mieściło się wówczas w budynku przy ul. Katowickiej 7. Tę właśnie ulicę BOS wybrał jako miejsce realizacji swojego projektu wzorcowej ulicy willowej. Miał to być jeden z elementów powojennej zmiany charakteru Saskiej Kępy. Ulicę Katowicką zamierzano wypełnić elementami małej architektury i plastyki: rzeźbami, ławkami, fontanną i płaskorzeźbą. Plan wykonany został przez zespół architektów pod kierownictwem Bohdana Lacherta oraz grupę rzeźbiarzy, którzy bezinteresownie wykonali kilka rzeźb i dekoracji rzeźbiarskich. Płaskorzeźba Jerzego Jarnuszkiewicza do dziś pozostaje najlepiej zachowanym elementem całej dekoracji. Mimo przychylnego nastawienia mieszkańców ulicy do całej inicjatywy praca artystów spotkała się z krytyką m.in. Jerzego Baurskiego, który w 1948 pisał o Plonie na łamach Architektury:

Czy to możliwe, że po pracowniach współczesnej, społecznej instytucji włóczą się takie mdłe melodie i formy rzeźbiarskie, jakżeż to możliwe, że ten młody, utalentowany plastyk popełnia czułostkowe i banalne, źle technicznie wykonane i sypiące się rzeźby, ni przypiął ni przyłatał, ni do architektury domu ni do współczesnego życia

## Tematyka i użyte materiały
Płaskorzeźba wykonana została z cementu i przytwierdzona do klinkierowej ściany na narożniku domu. Przedstawia dwie kobiety niosące tytułowy plon. Towarzyszy im postać małego chłopca trzymającego dwie ryby oraz baranek. W tle znajduje się drzewo. W 2011 ubytki zostały prowizorycznie wypełnione rysunkami, zaś po renowacji brakujące elementy uzupełniono sztucznym kamieniem.

## Historia renowacji

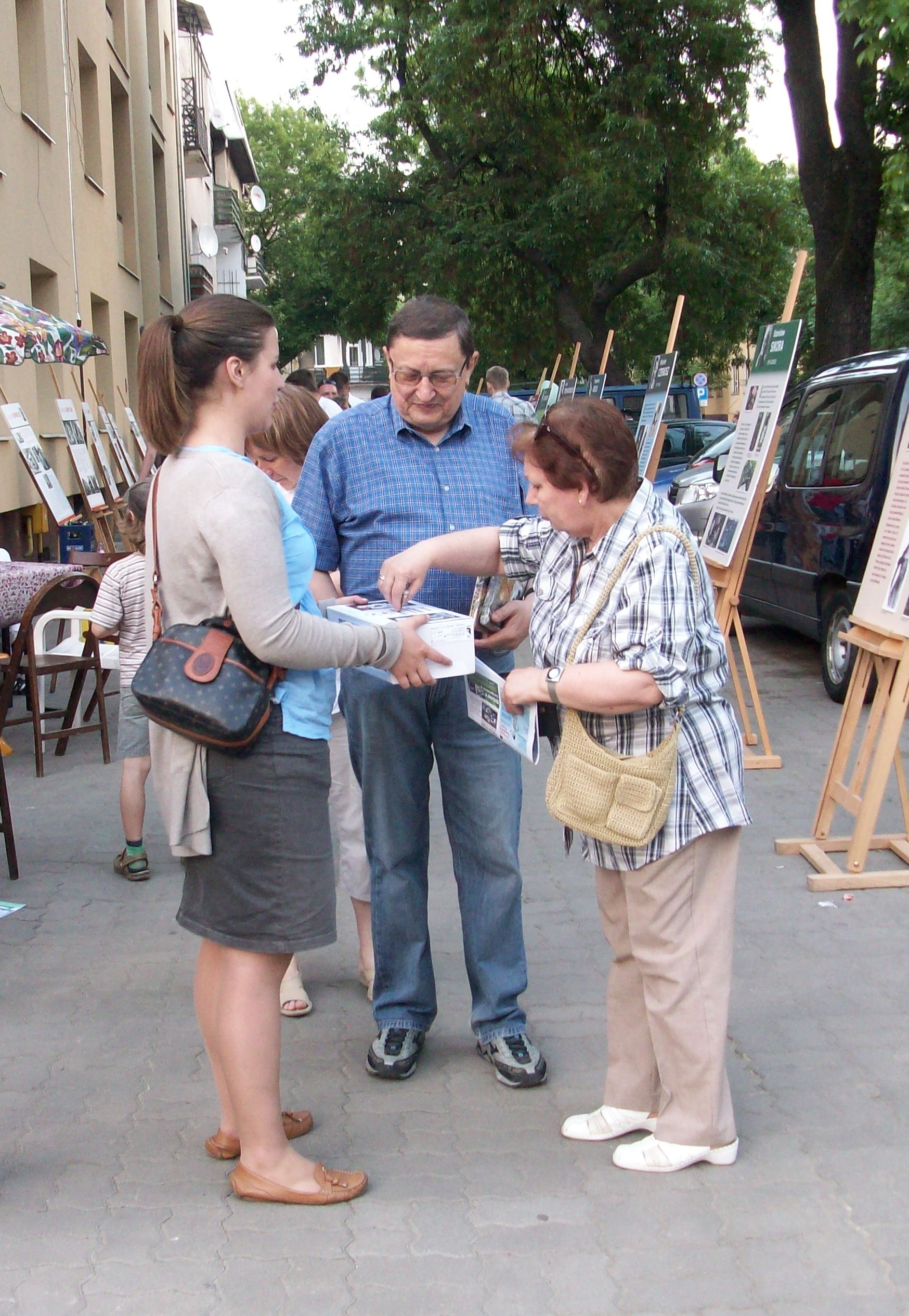
Zbiórka funduszy (maj 2011)

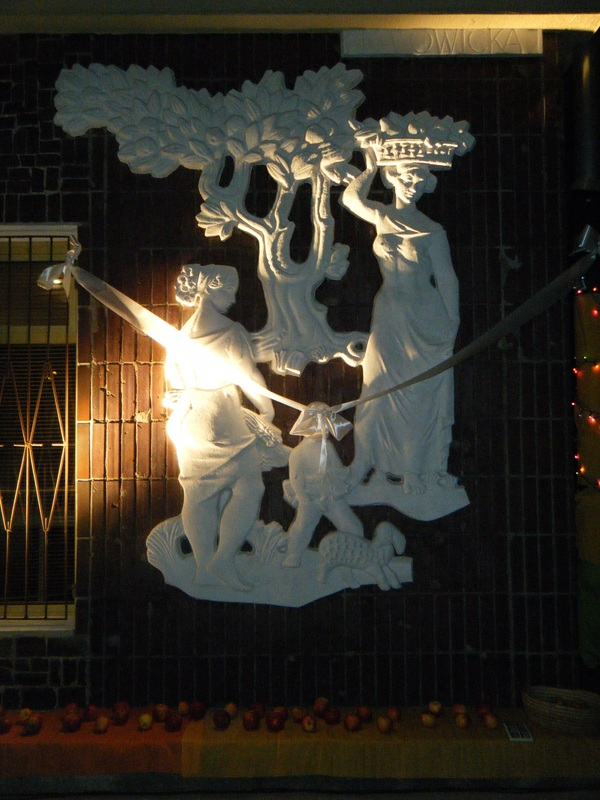
Plon tuż przed odsłonięciem (listopad 2011)

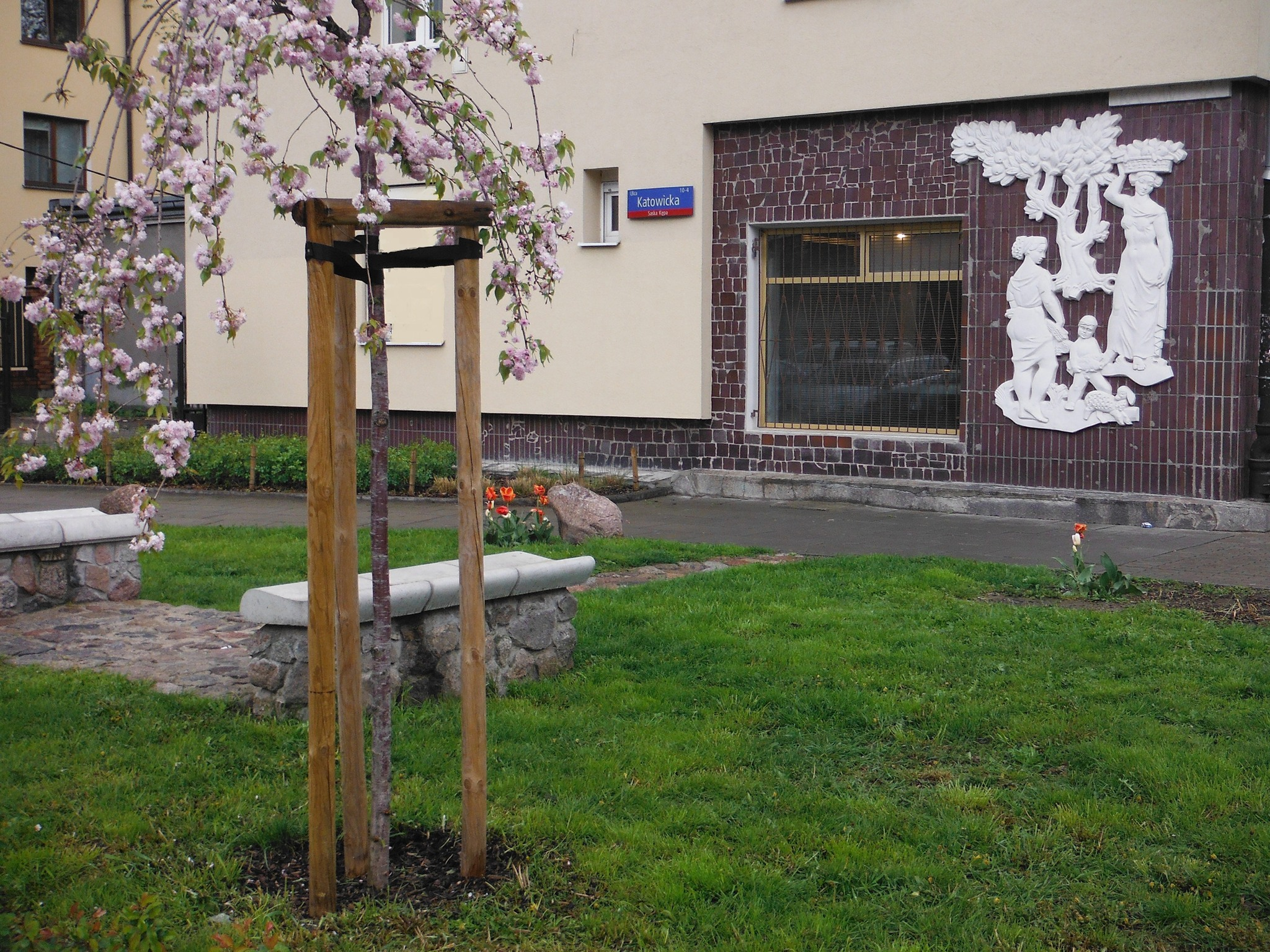
Zrewitalizowany skwer z odbudowanymi ławami (kwiecień 2016)

Wraz z upływem czasu poszczególne elementy dekoracji ulicy, nie wyłączając Plonu, niszczały. Do lipca 2011 płaskorzeźba pozostawała niekompletna – odpadły od niej m.in. fragmenty postaci chłopca trzymającego ryby oraz baranek. Została też pomazana przez wandali. Fragment domu, na którym znajduje się dzieło nie został objęty remontem w czasie odnowienia elewacji, m.in. z uwagi na koszty, które musiałaby ponieść wspólnota mieszkaniowa. Plon nie znajdował się wówczas w rejestrze zabytków, co uniemożliwiało pozyskanie funduszy z Biura Stołecznego Konserwatora Zabytków.
Inicjatywę ocalenia płaskorzeźby przed zniszczeniem podjęli mieszkańcy Saskiej Kępy, którzy zaangażowali się w akcję rozpoczętą przez Ewę Brykowską-Liniecką. W 2005 roku podjęła ona starania m.in. w kierunku dotarcia do dokumentacji Plonu. Od prof. Waldemara Baraniewskiego dowiedziała się jednak, że Jerzy Jarnuszkiewicz wykonywał swoje prace tylko na podstawie ogólnych szkiców. Tym samym podstawą rekonstrukcji Plonu mogło być jedynie wykonane w latach 40. Do wsparcia inicjatywy udało się też zaangażować samorząd mieszkańców Saskiej Kępy oraz stowarzyszenie ŁADna Kępa, co zapoczątkowało szereg kolejnych działań. Wysiłki te wspierała również Fundacja Działań Kulturalnych i Społecznych Kępa Cafe.
10 listopada 2010 pod Plonem zorganizowany został happening, w którym udział wzięła m.in. aktorka Magdalena Gnatowska. W styczniu 2011 na wniosek wspólnoty mieszkańców wojewódzka konserwator Barbara Jezierska zdecydowała o wpisaniu płaskorzeźby do rejestru zabytków. W maju 2011 podczas święta Saskiej Kępy mieszkańcy dzielnicy zorganizowali Spotkanie pod Plonem. W pobliżu płaskorzeźby ustawiono wystawy o architektach i rzeźbiarzach związanych z dzielnicą, a wolontariusze informowali zwiedzających o akcji ratowania Plonu i namawiali do uczestnictwa w zbiórce publicznej. Tym sposobem udało się pozyskać 2547,88 zł, jednak całkowity koszt renowacji szacowano na 49 tys. zł. Już tym czasie akcję wspierał również burmistrz Pragi-Południe, a stołeczny konserwator zabytków gwarantował dotację w wysokości 30 tys. zł.
Ostatecznie fundusze na renowację przyznała także Rada m.st. Warszawy i na początku lipca 2011 płaskorzeźba została zdjęta ze ściany budynku i trafiła do konserwacji – prace prowadził Bartosz Markowski w podwarszawskiej pracowni. W całym przedsięwzięciu pomogła także Fundacja Teresy Sahakian, która dofinansowała prace konserwatorskie.
Po renowacji Plon wrócił na swoje miejsce w październiku tego samego roku. W czasie pracy konserwatora dzieło zostało oczyszczone ze starych farb. Pęknięcia wypełniono żywicą, zamontowano też wzmocnienia ze stali nierdzewnej. Brakujące elementy wykonano ze sztucznego kamienia, a całość pomalowano na biało. Koszt prac, które objęły też renowację całego narożnika domu, wyniósł ostatecznie ok. 50 tys. zł.
Na uroczyste odsłonięcie Plonu w listopadzie 2011 przybyło niemal 200 osób. Obecny był m.in. burmistrz Pragi-Południe Tomasz Kucharski, który stwierdził, że:

W czasie, gdy tyle zabytków przepada, ten przykład tym bardziej zasługuje na pochwałę

{{Cytat}} Linki zewnętrzne: "źródło".
Głos zabrali również obecni na uroczystości historycy sztuki, a inicjatorka całego przedsięwzięcia zapowiedziała kolejne działania w ramach projektu Wokół Plonu, mające na celu rekonstrukcję innych dawnych elementów dekoracji ulicy Katowickiej. Kontynuacja działań nastąpiła w roku 2013, gdy w czasie Święta Saskiej Kępy mieszkańcy na jeden dzień zagospodarowali znajdujący się przed Plonem skwer w celu zwrócenia uwagi na obecne dawniej betonowe ławy i zieleń. Akcji towarzyszyła zbiórka publiczna na odbudowę ław, w czasie której udało zebrać się 1855,89 złotych. Zebrane środki pozwoliły na odtworzenie betonowych siedzisk, które zaprezentowano podczas Święta Saskiej Kępy w maju 2014. W tym samym roku projekt rewitalizacji skweru został zgłoszony do budżetu partycypacyjnego na 2015 rok. Ostatecznie odbudowa ław rozpoczęła się we wrześniu 2014. Następnie dokonano nasadzeń zieleni. W 2016 płaskorzeźba wraz ze skwerem została wyróżniona Nagrodą im. Bohdana Lacherta i Józefa Szanajcy Najlepsza architektura Saskiej Kępy w kategorii Przestrzeń Publiczna i Zieleń.

## Galeria

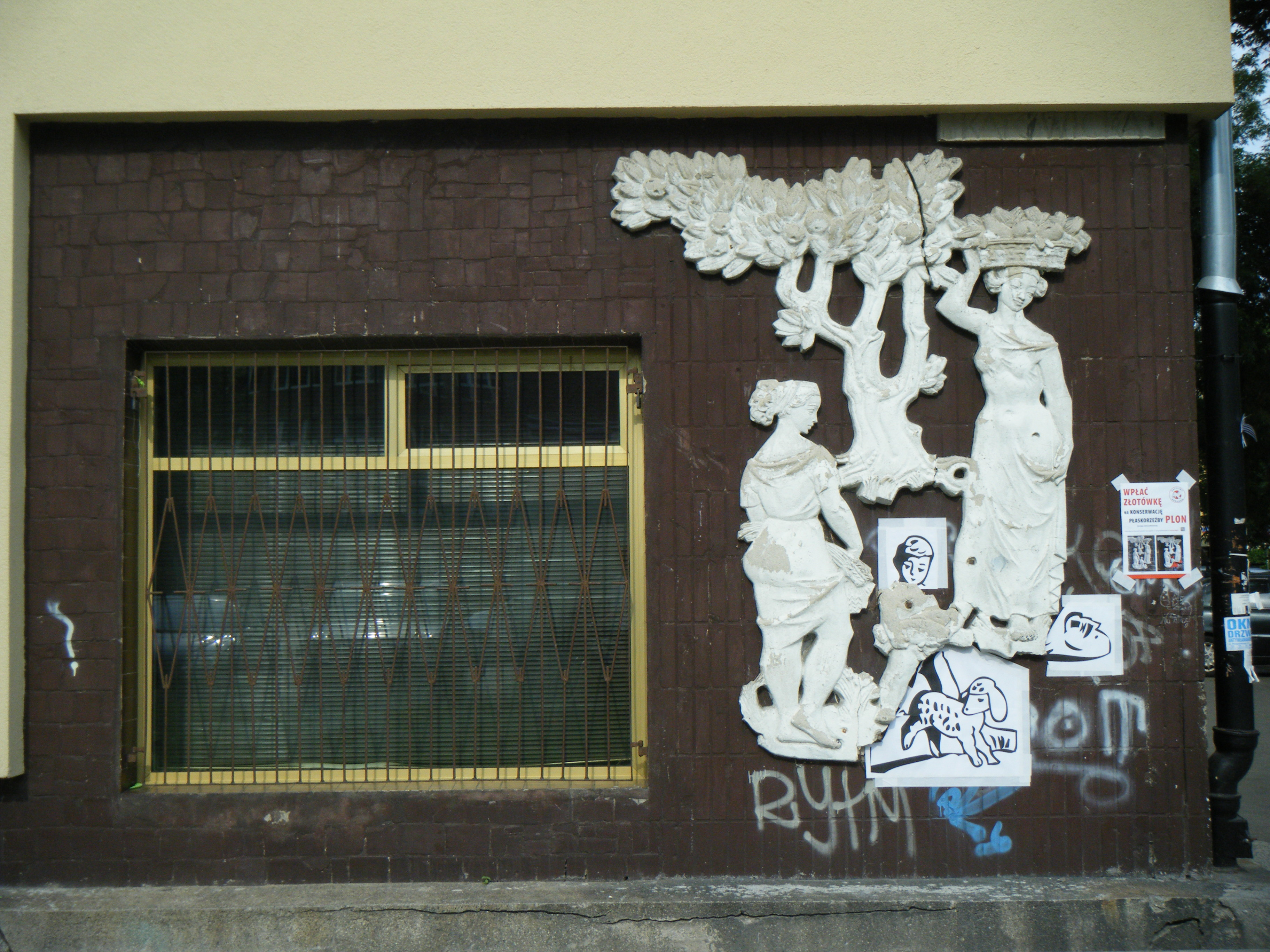
Plon przed renowacją
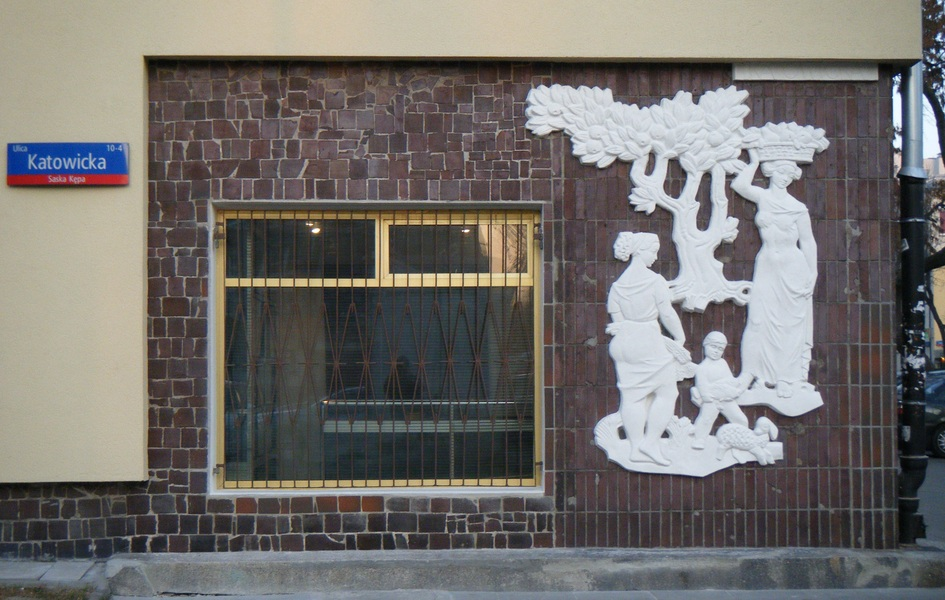
Plon po renowacji
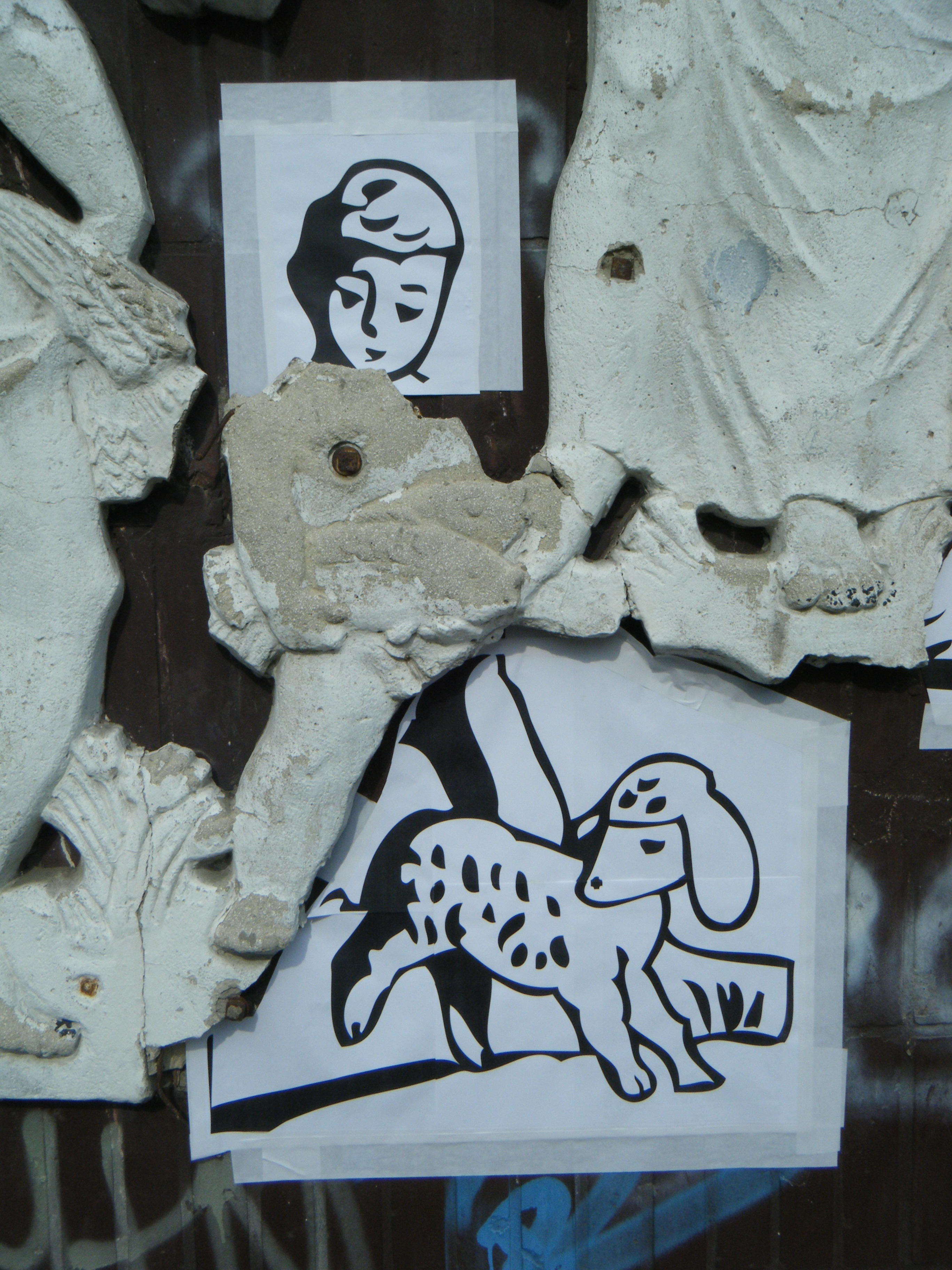
Zbliżenie: chłopiec z barankiem przed renowacją
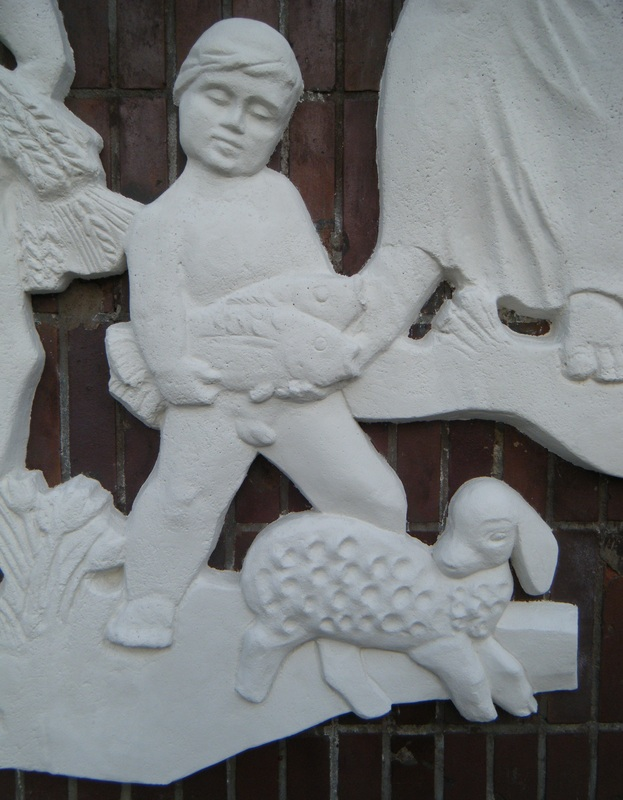
Zbliżenie: chłopiec z barankiem po renowacji